# 和顺镇 (重庆市)
和顺镇，是中华人民共和国重庆市武隆区下辖的一个乡镇级行政单位。

## 行政区划
和顺镇下辖以下地区：
和顺社区、弹子村、清水塘村、沙子沱村、青木村、金坪村、打蕨村、周家山村、核桃坪村和海螺村。